# Брита Софія Гесселі
Брита Софія Гесселі (1801—1866) — шведська фотографка дагеротипів. Перша професійна жінка-фотографка своєї країни та одна з перших професійних фотографів у світі.
Гесселі народилася в парафії Альстер в муніципалітеті Карлстад в родині Олофа Гесселія, інспектора маєтку, та Анни Катаріни Роман. З 1845 по 1853 рік керувала школою для дівчат у Карлстаді. Паралельно брала участь у фотостудії дагеротипу. Так стала першою професійною жінкою-фотографкою Швеції: до Гедвіги Седерстрьом, першої жінки-фотографки, яка відкрила студію в Стокгольмі в 1857 році, і до Марі Кінберг, яка фотографувала як асистентка і студентка Бендіксена та Адольфа Майєра в Гетеборзі в 1851 році.
Крім того, Гесселі взагалі була однією з перших професійних фотографів у Швеції, оскільки вона почала свою діяльність через кілька років після того, як Йохан Адольф Севен відкрив першу фотостудію у Швеції в 1841 році, і однією з перших професійних фотографів у світі, почавши фотографувати лише трохи пізніше за Берту Бекманн.
Гесселі також писала портрети. У 1853 році перевезла свою студію та школу до Стокгольма. Врешті-решт оселилася у Франції, де і померла в Ментоні.